# Going the Distance
Going the Distance, titulada en castellano Salvando las distancias en España y Amor a distancia en Latinoamérica, es una comedia romántica estrenada el 3 de septiembre de 2010 en Estados Unidos y el 10 de septiembre del mismo año en España. Protagonizada por Drew Barrymore y Justin Long. Dirigida por Nanette Burstein y escrita por Geoff LaTulippe.
Incluye canción de Avril Lavigne "Losing Grip".

## Argumento
La inteligencia y la sinceridad de Erin (Drew Barrymore) enamoran a Garrett (Justin Long) que se acaba de quedar sin novia en un ambiente dominado por las cervezas, las conversaciones de bar y los desayunos a la mañana siguiente. Su química hace que un amor de verano nazca entre los dos, pero ninguno de ellos espera que la historia dure mucho cuando Erin regrese a San Francisco y Garrett vuelva a trabajar a Nueva York. Pero cuando seis semanas de paseos sin rumbo por la ciudad cobran importancia sin darse cuenta, ninguno está seguro de querer que el romance termine. 
Aunque Box (Jason Sudeikis) y Dan (Charlie Day), los amigos de Garrett, bromean por su dieta antes de volar y su relación telefónica, pero en realidad lo hacen porque no quieren que su colega de fiestas los abandone por una chica. Al mismo tiempo, la nerviosa y sobreprotectora hermana casada de Erin, Corinne (Christina Applegate), quiere alejar a Erin de una historia que a todos les suena demasiado familiar y que fracasará.
Pero a pesar de vivir a miles de kilómetros de distancia, y el escepticismo de sus familiares y amigos y algunas tentaciones que no formaban parte del plan, la pareja parece haber encontrado algo parecido al amor y, con la ayuda de muchos mensajes, cibersexo y llamadas a altas horas de la noche, tratan de superar la distancia que los separa y hacer que triunfe el amor.

## Reparto
- Drew Barrymore (Erin)
- Justin Long (Garrett)
- Christina Applegate (Corinne)
- Ron Livingston (Will)
- Jason Sudeikis (Box)
- Charlie Day (Dan)

## Recepción crítica y comercial
Según la página de Internet Rotten Tomatoes obtuvo un 52% de comentarios positivos, llegando a la siguiente conclusión: "Es oportunista y un poco más honesta que la mayoría de comedias románticas, pero la química que Drew Barrymore y Justin Long tienen en pantalla no evita que "Going the Distance" sea plana." Destacar el comentario del crítico cinematográfico Liz Braun: 

"Z-z-z-z-z-z-z-z, no hay más que decir."
Liz Braun.

Según la página de Internet Metacritic obtuvo críticas mixtas, con un 51%, basado en 31 comentarios de los cuales 12 son positivos. Recaudó en Estados Unidos 17 millones de dólares. Sumando las recaudaciones internacionales la cifra asciende a 42 millones. El presupuesto de la producción fue de aproximadamente 32 millones.

## Localizaciones
Going the Distance se empezó a rodar el 13 de julio de 2009 íntegramente en diversas localizaciones la ciudad de Nueva York en Estados Unidos.